# U-69
Unterseeboot 69 foi um submarino alemão do Tipo VIIC, pertencente a Kriegsmarine que atuou durante a Segunda Guerra Mundial.
O U-69 esteve em operação entre os anos de 1940 e 1943, realizando neste período onze patrulhas de guerra, nas quais afundou e danificou 18 navios aliados. Foi afundado no dia 17 de fevereiro de 1943 no Atlântico norte por cargas de profundidade lançadas pelo contratorpedeiro britânico HMS Fame, causando a morte de todos os 46 tripulantes.

## Comandantes
| Comandante                   | Data                                          |
| ---------------------------- | --------------------------------------------- |
| Kptlt. Jost Metzler          | 2 de novembro de 1940 - 28 de agosto de 1941  |
| Oblt. Hans-Jürgen Auffermann | 24 de agosto de 1941 - 28 de agosto de 1941   |
| Kptlt. Wilhelm Zahn          | 28 de agosto de 1941 - 31 de março de 1942    |
| Kptlt. Ulrich Gräf           | 31 de março de 1942 - 17 de fevereiro de 1943 |

## Subordinação
| Período                                          | Flotilha                                |
| ------------------------------------------------ | --------------------------------------- |
| 2 de novembro de 1940 - 31 de janeiro de 1941    | 7. Unterseebootsflottille (treinamento) |
| 1 de fevereiro de 1941 - 17 de fevereiro de 1943 | 7. Unterseebootsflottille (fronte)      |

## Operações conjuntas de ataque
O U-69 participou das seguinte operações de ataque combinado durante a sua carreira:
- Rudeltaktik Seewolf (4 de setembro de 1941 - 15 de setembro de 1941)
- Rudeltaktik Brandenburg (15 de setembro de 1941 - 24 de setembro de 1941)
- Rudeltaktik Störtebecker (5 de novembro de 1941 - 19 de novembro de 1941)
- Rudeltaktik Gödecke (19 de novembro de 1941 - 25 de novembro de 1941)
- Rudeltaktik Letzte Ritter (25 de novembro de 1941 - 3 de dezembro de 1941)
- Rudeltaktik Falke (8 de janeiro de 1943 - 19 de janeiro de 1943)
- Rudeltaktik Haudegen (19 de janeiro de 1943 - 15 de fevereiro de 1943)